# Чашники (Могилёвская область)
Ча́шники (бел. Чашнікі) — деревня в составе Ленинского сельсовета Горецкого района Могилёвской области Республики Беларусь.

## История
Упоминается в 1671 году как деревня в Оршанском повете ВКЛ.

## Население
- 1999 год — 41 человек
- 2010 год — 11 человек